# Camera del popolo dell'Assemblea federale
La Camera del popolo dell'Assemblea federale (in ceco Sněmovna lidu Federálního shromáždění, in slovacco Snemovňa ľudu Federálneho zhromaždenia) era, con la Camera delle nazioni, una delle due camere del Parlamento federale cecoslovacco. Ebbe vita dal 1º gennaio 1969, quando entrò in vigore la costituzione della Repubblica Socialista Cecoslovacca che prevedeva la trasformazione della Cecoslovacchia in una federazione, fino al 31 dicembre 1992, quando la Repubblica Federale Ceca e Slovacca si sciolse, dando origine alla Repubblica Ceca e alla Slovacchia indipendenti.

## Caratteristiche
La Camera del popolo aveva duecento seggi, eletti direttamente in tutto il territorio cecoslovacco per un mandato di cinque anni. Poiché i cechi erano la maggioranza dei cittadini cecoslovacchi, i poteri di questa Camera erano controbilanciati dalla Camera delle Nazioni, i cui seggi erano attribuiti per metà alla Repubblica ceca e per metà alla Repubblica slovacca. La Camera del popolo approvava le sue deliberazioni con la maggioranza assoluta dei deputati. Dal 1990 il numero di seggi fu ridotto a 150.

## Legislature e presidenti
| Elezioni | Legislatura | Presidenti                                  |
| -------- | ----------- | ------------------------------------------- |
| 1969     | 1969-1971   | Josef Smrkovský, Soňa Pennigerová           |
| 1971     | 1971-1976   | Václav David                                |
| 1976     | 1976-1981   | Václav David                                |
| 1981     | 1981-1986   | Václav David                                |
| 1986     | 1986-1990   | Vladimír Vedra (1986–1989), Josef Bartončík |
| 1990     | 1990–1992   | Rudolf Battěk                               |
| 1992     | 1992–1992   | Václav Benda                                |

## Ripartizione dei seggi fra Repubblica Ceca e Slovacchia
|                 | 1971 | 1976 | 1981 | 1986 | 1990 | 1992 |
| --------------- | ---- | ---- | ---- | ---- | ---- | ---- |
| Repubblica Ceca | 137  | 136  | 136  | 134  | 101  | 99   |
| Slovacchia      | 63   | 64   | 64   | 66   | 49   | 51   |
| Totale          | 200  | 200  | 200  | 200  | 150  | 150  |